# Patinação de velocidade nos Jogos Olímpicos de Inverno de 2010
As competições de patinação de velocidade nos Jogos Olímpicos de Inverno de 2010 foram realizadas no Richmond Olympic Oval. Os doze eventos ocorreram entre 13 e 27 de fevereiro.

## Calendário
| Fevereiro               | 12 | 13 | 14 | 15 | 16 | 17 | 18 | 19 | 20 | 21 | 22 | 23 | 24 | 25 | 26 | 27 | 28 |
| ----------------------- | -- | -- | -- | -- | -- | -- | -- | -- | -- | -- | -- | -- | -- | -- | -- | -- | -- |
| Patinação de velocidade |    | 1  | 1  | 1  | 1  | 1  | 1  |    | 1  | 1  |    | 1  | 1  |    |    | 2  |    |

|  | Dia de competição |  | Dia de final |

## Eventos
| Masculino - 500 m - 1000 m - 1500 m - 5000 m - 10000 m - Perseguição por equipes | Feminino - 500 m - 1000 m - 1500 m - 3000 m - 5000 m - Perseguição por equipes |

## Medalhistas
Masculino
| Evento                           | Ouro                                                    | Prata                                                                        | Bronze                                                                    |
| -------------------------------- | ------------------------------------------------------- | ---------------------------------------------------------------------------- | ------------------------------------------------------------------------- |
| 500 m detalhes                   | Mo Tae-Bum KOR Coreia do Sul                            | Keiichiro Nagashima JPN Japão                                                | Joji Kato JPN Japão                                                       |
| 1000 m detalhes                  | Shani Davis USA Estados Unidos                          | Mo Tae-Bum KOR Coreia do Sul                                                 | Chad Hedrick USA Estados Unidos                                           |
| 1500 m detalhes                  | Mark Tuitert NED Países Baixos                          | Shani Davis USA Estados Unidos                                               | Håvard Bøkko NOR Noruega                                                  |
| 5000 m detalhes                  | Sven Kramer NED Países Baixos                           | Lee Seung-Hoon KOR Coreia do Sul                                             | Ivan Skobrev RUS Rússia                                                   |
| 10000 m detalhes                 | Lee Seung-Hoon KOR Coreia do Sul                        | Ivan Skobrev RUS Rússia                                                      | Bob de Jong NED Países Baixos                                             |
| Perseguição por equipes detalhes | Mathieu Giroux Lucas Makowsky Denny Morrison CAN Canadá | Brian Hansen Chad Hedrick Jonathan Kuck Trevor Marsicano* USA Estados Unidos | Jan Blokhuijsen Sven Kramer Mark Tuitert Simon Kuipers* NED Países Baixos |

Feminino
| Evento                           | Ouro                                                                                              | Prata                                           | Bronze                                                                  |
| -------------------------------- | ------------------------------------------------------------------------------------------------- | ----------------------------------------------- | ----------------------------------------------------------------------- |
| 500 m detalhes                   | Lee Sang-Hwa KOR Coreia do Sul                                                                    | Jenny Wolf GER Alemanha                         | Wang Beixing CHN China                                                  |
| 1000 m detalhes                  | Christine Nesbitt CAN Canadá                                                                      | Annette Gerritsen NED Países Baixos             | Laurine van Riessen NED Países Baixos                                   |
| 1500 m detalhes                  | Ireen Wüst NED Países Baixos                                                                      | Kristina Groves CAN Canadá                      | Martina Sáblíková CZE República Checa                                   |
| 3000 m detalhes                  | Martina Sáblíková CZE República Checa                                                             | Stephanie Beckert GER Alemanha                  | Kristina Groves CAN Canadá                                              |
| 5000 m detalhes                  | Martina Sáblíková CZE República Checa                                                             | Stephanie Beckert GER Alemanha                  | Clara Hughes CAN Canadá                                                 |
| Perseguição por equipes detalhes | Daniela Anschütz-Thoms Stephanie Beckert Katrin Mattscherodt Anni Friesinger-Postma* GER Alemanha | Masako Hozumi Nao Kodaira Maki Tabata JPN Japão | Katarzyna Bachleda-Curuś Katarzyna Woźniak Luiza Złotkowska POL Polônia |

* Participaram apenas das eliminatórias, mas receberam medalhas.

## Quadro de medalhas
| Ordem | País                | Medalha de ouro | Medalha de prata | Medalha de bronze |    | Ordem por total |
| ----- | ------------------- | --------------- | ---------------- | ----------------- | -- | --------------- |
| 1     | KOR Coreia do Sul   | 3               | 2                |                   | 5  | 2               |
| 2     | NED Países Baixos   | 3               | 1                | 3                 | 7  | 1               |
| 3     | CAN Canadá          | 2               | 1                | 2                 | 5  | 2               |
| 4     | CZE República Checa | 2               |                  | 1                 | 3  | 6               |
| 5     | GER Alemanha        | 1               | 3                |                   | 4  | 4               |
| 6     | USA Estados Unidos  | 1               | 2                | 1                 | 4  | 4               |
| 7     | JPN Japão           |                 | 2                | 1                 | 3  | 6               |
| 8     | RUS Rússia          |                 | 1                | 1                 | 2  | 8               |
| 9     | CHN China           |                 |                  | 1                 | 1  | 9               |
| 9     | NOR Noruega         |                 |                  | 1                 | 1  | 9               |
| 9     | POL Polônia         |                 |                  | 1                 | 1  | 9               |
| TOTAL | TOTAL               | 12              | 12               | 12                | 36 | —               |